# Wereldkampioenschap handbal vrouwen 1971
Het 4de wereldkampioenschap handbal voor vrouwen vond plaats van 11 tot 19 december 1971 in Nederland. Negen landenteams namen deel aan de strijd om de wereldtitel.

## Voorronde

### Groep A
| Land           | Wed | W | G | V | DV | DT | +/− | Ptn |
| -------------- | --- | - | - | - | -- | -- | --- | --- |
| Denemarken     | 2   | 2 | 0 | 0 | 23 | 18 | 5   | 4   |
| West-Duitsland | 2   | 1 | 0 | 1 | 21 | 19 | 2   | 2   |
| Japan          | 2   | 0 | 0 | 2 | 14 | 21 | -7  | 0   |

| West-Duitsland | 10 – 7  | Japan          |
| Denemarken     | 11 – 7  | Japan          |
| Denemarken     | 12 – 11 | West-Duitsland |

### Groep B
| Land        | Wed | W | G | V | DV | DT | +/− | Ptn |
| ----------- | --- | - | - | - | -- | -- | --- | --- |
| Joegoslavië | 2   | 1 | 1 | 0 | 26 | 19 | 7   | 3   |
| Roemenië    | 2   | 1 | 1 | 0 | 20 | 18 | 2   | 3   |
| Noorwegen   | 2   | 0 | 0 | 2 | 13 | 22 | -9  | 0   |

| Joegoslavië | 14 – 7  | Noorwegen |
| Roemenië    | 8 – 6   | Noorwegen |
| Joegoslavië | 12 – 12 | Roemenië  |

### Groep C
| Land           | Wed | W | G | V | DV | DT | +/− | Ptn |
| -------------- | --- | - | - | - | -- | -- | --- | --- |
| Oost-Duitsland | 2   | 2 | 0 | 0 | 24 | 16 | 8   | 4   |
| Hongarije      | 2   | 1 | 0 | 1 | 20 | 12 | 8   | 2   |
| Nederland      | 2   | 0 | 0 | 2 | 11 | 27 | -16 | 0   |

| Hongarije      | 12 – 3 | Nederland |
| Oost-Duitsland | 15 – 8 | Nederland |
| Oost-Duitsland | 9 – 8  | Hongarije |

## Hoofdronde

### Groep I
| Land           | Wed | W | G | V | DV | DT | +/− | Ptn |
| -------------- | --- | - | - | - | -- | -- | --- | --- |
| Oost-Duitsland | 2   | 2 | 0 | 0 | 24 | 17 | 7   | 4   |
| Roemenië       | 2   | 0 | 1 | 1 | 21 | 23 | -2  | 1   |
| Denemarken     | 2   | 0 | 1 | 1 | 18 | 23 | -5  | 1   |

| Roemenië       | 11 – 11 | Denemarken |
| Oost-Duitsland | 12 – 10 | Roemenië   |
| Oost-Duitsland | 12 – 7  | Denemarken |

### Groep II
| Land           | Wed | W | G | V | DV | DT | +/− | Ptn |
| -------------- | --- | - | - | - | -- | -- | --- | --- |
| Joegoslavië    | 2   | 2 | 0 | 0 | 23 | 14 | 9   | 4   |
| Hongarije      | 2   | 1 | 0 | 1 | 18 | 22 | -4  | 2   |
| West-Duitsland | 2   | 0 | 0 | 2 | 18 | 23 | -5  | 0   |

| Joegoslavië | 11 – 8  | West-Duitsland |
| Hongarije   | 12 – 10 | West-Duitsland |
| Joegoslavië | 12 – 6  | Hongarije      |

## 7de-9de plaats
| Land      | Wed | W | G | V | DV | DT | +/− | Ptn |
| --------- | --- | - | - | - | -- | -- | --- | --- |
| Noorwegen | 2   | 1 | 1 | 0 | 20 | 19 | 1   | 3   |
| Nederland | 2   | 1 | 0 | 1 | 20 | 19 | 1   | 2   |
| Japan     | 2   | 0 | 1 | 1 | 23 | 25 | -2  | 1   |

| Noorwegen | 12 – 12 | Japan     |
| Noorwegen | 8 – 7   | Nederland |
| Nederland | 13 – 11 | Japan     |

## 5de/6de plaats
| West-Duitsland | 13 – 9 | Denemarken |

## Bronzen finale
| Hongarije | 12 – 11 | Roemenië |

## Finale
| Oost-Duitsland | 11 – 8 | Joegoslavië |

## Eindrangschikking
| Rang   | Team           |
| ------ | -------------- |
| Goud   | Oost-Duitsland |
| Zilver | Joegoslavië    |
| Brons  | Hongarije      |
| 4      | Roemenië       |
| 5      | West-Duitsland |
| 6      | Denemarken     |
| 7      | Noorwegen      |
| 8      | Nederland      |
| 9      | Japan          |